# Муштук Богдан Миронович
Богда́н Миро́нович Мушту́к (нар. 28 травня 1983 — пом. 12 листопада 2014) — солдат 93-ї окремої механізованої бригади Збройних Сил України, загинув в ході російсько-української війни.

## Життєпис
1998 року закінчив ЗОШ І-ІІ ст Мостисьок Других, 2001-го — Волицьку ЗОШ, 2002-го — Львівське професійне училище № 52. Працював на заводі по виготовленню бетонних плит для залізниці.
Мобілізований в кінці серпня 2014-го, військовослужбовець танкового батальйону 93-ї окремої механізованої бригади, навідник.
Загинув вранці 12 листопада від розриву міни під час обстрілу біля Опитного поблизу Донецького аеропорту.
Похований 16 листопада 2014-го у рідному селі.

## Нагороди та вшанування
- 25 листопада 2016 року за особисту мужність і героїзм, виявлені у захисті державного суверенітету та територіальної цілісності України, вірність військовій присязі під час російсько-української війни, відзначений — нагороджений орденом «За мужність III ступеня» (посмертно).[1]
- 8 березня 2015-го в школі Мостисьок Других відкрито меморіальну дошку пам'яті випускника Богдана Муштука[2].